# Прокоп, Доминик
Доминик Прокоп (нем. Dominik Prokop; родился 2 июня 1997 года, Вена, Австрия) — австрийский футболист, полузащитник хорватского клуба «Горица», выступающий на правах аренды за «Хартберг».

## Клубная карьера
Прокоп — воспитанник венской «Аустрии». В начале 2016 года Доминик подписал свой первый профессиональный контракт на 2,5 года. 9 апреля в матче против «Грёдига» он дебютировал в австрийской Бундеслиге. 20 октября в поединке Лиги Европы против итальянской «Ромы» Прокоп забил свой первый гол за «Аустрию». 2 ноября 2011 года в матче Лиги Европы против хорватской «Риеки» он сделал дубль.
11 декабря 2020 года подписал контракт с клубом «Веен».

## Международная карьера
В 2015 году Прокоп в составе юношеской сборной Австрии принял участие в юношеском чемпионате Европы в Греции. На турнире он сыграл в матчах против команд Украины, Греции, Франции.